# 埃娃·伦斯特伦
埃娃·伦斯特伦（瑞典語：Eva Rönström，1932年12月29日—），瑞典女子体操运动员。她曾代表瑞典参加1956年夏季奥林匹克运动会体操比赛，获得女子团体便携式器械银牌。